# Celorico da Beira
Celorico da Beira – miejscowość w Portugalii, leżąca w dystrykcie Guarda, w regionie Centrum w podregionie Beira Interior Norte. Miejscowość jest siedzibą gminy o tej samej nazwie.

## Demografia
| Liczba ludności gminy Celorico da Beira (1801–2011) | Liczba ludności gminy Celorico da Beira (1801–2011) | Liczba ludności gminy Celorico da Beira (1801–2011) | Liczba ludności gminy Celorico da Beira (1801–2011) | Liczba ludności gminy Celorico da Beira (1801–2011) | Liczba ludności gminy Celorico da Beira (1801–2011) | Liczba ludności gminy Celorico da Beira (1801–2011) | Liczba ludności gminy Celorico da Beira (1801–2011) | Liczba ludności gminy Celorico da Beira (1801–2011) | Liczba ludności gminy Celorico da Beira (1801–2011) |
| --------------------------------------------------- | --------------------------------------------------- | --------------------------------------------------- | --------------------------------------------------- | --------------------------------------------------- | --------------------------------------------------- | --------------------------------------------------- | --------------------------------------------------- | --------------------------------------------------- | --------------------------------------------------- |
| 1801                                                | 1849                                                | 1900                                                | 1930                                                | 1960                                                | 1981                                                | 1991                                                | 2001                                                | 2004                                                | 2011                                                |
| 7 755                                               | 8 113                                               | 15 820                                              | 14 880                                              | 14 930                                              | 10 269                                              | 8 875                                               | 8 875                                               | 8 752                                               | 7 693                                               |

## Sołectwa
Sołectwa gminy Celorico da Beira (ludność wg stanu na 2011 r.):
- Açores - 352 osoby
- Baraçal - 227 osób
- Cadafaz - 140 osób
- Carrapichana - 216 osób
- Casas do Soeiro - 499 osób
- Cortiçô da Serra - 171 osób
- Forno Telheiro - 735 osób
- Lajeosa do Mondego - 698 osób
- Linhares - 259 osób
- Maçal do Chão - 160 osób
- Mesquitela - 238 osób
- Minhocal - 175 osób
- Prados - 180 osób
- Rapa - 162 osoby
- Ratoeira - 303 osoby
- Salgueirais - 114 osób
- Santa Maria - 895 osób
- São Pedro - 1383 osoby
- Vale de Azares - 400 osób
- Velosa - 114 osób
- Vide entre Vinhas - 165 osób
- Vila Boa do Mondego - 107 osób